# شبگرد دونالدسون اسمیت
شبگرد دونالدسون اسمیت (نام علمی: Caprimulgus donaldsoni) نام یک گونه از تیره شبگردان است.